# Dos cruces en Danger Pass
Dos cruces en Danger Pass (în spaniolă) sau Due croci a Danger Pass (în italiană) este un film spaniolo-italian western spaghetti din 1967 regizat de Rafael Romero Marchent și scris de Enzo Battaglia, Gianlorenzo Battaglia și Eduardo Manzanos.
A fost produs de Eduardo Manzanos Brochero, cu actorii Pietro Martellanza, Mario Novelli și Mara Cruz în rolurile principale. Coloana sonoră este scrisă de Francesco De Masi.

## Prezentare
Judy și Alex Mitchell sunt singurii supraviețuitori ai unei misiuni de pedeapsă, ordonată de bogatul și nemilosul Charlie Moran. Judy devine servitoarea lui, iar Alex este adoptat de o familie de Quakeri. Alex, în ciuda filozofiei iertării pe care a învățat-o, intenționează să se răzbune pe Moran.

## Distribuție
- Pietro Martellanza - Alex Mitchell
- Mara Cruz - Judy Mitchell
- Luis Gaspar - Mark
- Anthony Freeman - Charlie Moran
- Miguel S. del Castillo - Powell
- Emilio Rodríguez - Johnny Miller
- Dianik - Gloria Moran
- Eduardo Coutelenq
- Nuccia Cardinali - Edith
- Antonio Pica - Sheriff Doug
- Cris Huertas - Loud Drunk
- Xan das Bolas - Bartender
- Jesús Puente - Sheriff T. Mitchell
- Armando Calvo - Old Moran
- July Ray - Saloon Singer

## Legături externe
- Dos cruces en Danger Pass la Internet Movie Database

## Vezi și
- Listă de filme western din anii 1960
- Listă de filme spaniole din 1967
- United Pictures Corporation
- Listă de filme western spaghetti